# Théâtre populaire de Cracovie
Le théâtre populaire de Cracovie, est un théâtre polonais en activité depuis le 3 décembre 1955, situé à Nowa Huta.

## Directeurs du théâtre
- 1955-1963 : Krystyna Skuszanka
- 1963-1966 : Józef Szajna
- 1966-1971 : Irena Babel
- 1971-1974 : Waldemar Krygier (pl)
- 1974-1979 : Ryszard Filipski (pl)
- 1979-1989 : Henryk Giżycki (pl)
- 1989-2005 : Jerzy Fedorowicz (pl)
- 2005–2012 : Jacek Strama (pl) (remplacement)
- 2012-2016 : Jacek Strama (pl)
- depuis mars 2016 : Małgorzata Bogajewska (pl)